# Данилевский, Алексей Иванович
 Алексей Иванович (ошибочно — Павлович) Данилевский  (1770—1815) — доктор медицины, профессор акушерства в Московском университете.

## Биография
Родился в 1770 году. Высшее образование получил сначала в Киевской духовной академии, а потом в Московском университете, который и окончил в 1803 году со степенью кандидата и в том же году определился помощником прозектора. Во время обучения на медицинском факультете особое влияние на Данилевского оказал В. М. Рихтер.
С 1804 по 1811 годы Данилевский был прозектором; степень доктора медицины он получил 27 июня 1805 года за исследование «О кариесе костей» (на латыни). В 1807 году был избран адъюнкт-профессором повивального искусства в Московском университете и профессором в Повивальном институте при московском воспитательном доме.
В 1813 году Данилевский был утверждён экстраординарным профессором акушерства при Московском университете, читал хирургию, теорию о рукоосязании акушерском, науку о младенческих болезнях. Как акушер Данилевский оставил по себе добрую славу.
Умер 10 (22) мая 1815 года. Похоронен на Лазаревском кладбище.
У него 21 мая 1802 года родился сын Иван.
Печатные труды Данилевского следующие:
- De carie ossium. Diss. Д. M. Mosq. 1805;
- «Речь в память профессора Венсовича, читанная по-латыни в физико-медицинском обществе 7 октября 1811 г.,» им же перев. и напеч. Москва 1811 г. ; изд. 2-е 1814, и то же в Медико-физич. журнале II, 1821 г. 193;
- «Недостаток верхней части затылочной кости». «Медико-физич. журнал», II, 67, читано по-латыни (de tractura ossis occipitis), в Физ.-Мед. Общ., 1814;
- «Слово о необходимых средствах к подкреплению слабого младенческого возраста для размножения в отечестве нашем народа. Говор. на университетском акте 10 июля 1814 г.», Москва, 1814.